# Розповідь старшого садівника
«Розповідь старшого садівника» (рос. Рассказ старшего садовника) — оповідання А. П. Чехова, вперше опубліковане у 1894 році.

## Історія
Оповідання «Розповідь старшого садівника» Антон Чехов написав 1887 року. Вперше його опубліковано 25 грудня 1894 року в 356-му номері газети «Русские ведомости». Увійшло також до видання А. Ф. Маркса.
За життя Чехова оповідання переклали болгарською мовою.
У цьому творі висвітлюється проблема смертної кари. В оповіданні 1888 року «Парі» Чехов ставив питання про «аморальність» смертної кари з точки зору природного права. Це положення першим сформулював Ч. Беккаріа у своєму трактаті «Про злочини покарання» (італ. Dei delitti e delle pene). Довгий час воно було предметом дискусій у Росії. Чехов мав переклад цієї книги російською мовою.
Під час подорожі на Сахалін це питання для Чехова перейшло зі сфери абстрактно-етичної в область конкретики. Антон Павлович писав О. С. Суворіну, що на Сахаліні він «бачив усе, крім смертної кари». Розділ своєї книги «Острів Сахалін» — «Моральність засланого населення. — Злочинність. — Слідство і суд. — Покарання. — Різки і батоги. — Страта» він написав на основі свідчень очевидців.
У центрі «Розповіді старшого садівника» - легенда, в якій виражається віра в людину, створену «за образом і подобою Божою».
Критик С. М. Худеков свого часу звернув увагу на це оповідання. 1895 року старший брат письменника Олександр писав А. П. Чехову: «Худеков, побачивши мене, тицьнув пальцем у „Російські відомості“ і сказав: — А ось знайшов же ваш брат час написати різдвяну розповідь у „Російські відомості“! А нам нічого не дав. Непогана, дуже непогана розповідь!»

## Сюжет
Оповідь ведеться від першої особи. Одного разу влітку в оранжереї проходив розпродаж квітів. Туди прийшли оповідач, сусід-поміщик і купець. Квіти укладав старий садівник, Михайло Карлович. Між покупцями почався діалог про працівника з циганським обличчям, який проїхав повз них. Поміщик сказав, що того нещодавно судили в місті за грабіж і виправдали, оскільки визнали психічнохворим. Він же, на думку поміщика, цілком здоровий. Виправдання, засновані на хворобах і афекти обвинувачених, на його думку, деморалізують людей і притупляють почуття справедливості.
Михайло Карлович прислухався до розмов і сказав, що він за виправдувальні вироки, так як присяжні засідателі можуть помилятися і звинуватити невинного. Він вважає так: «Якщо судді і присяжні більше вірять людині, ніж доказам, речовим доказам і промовам, то хіба ця віра в людину сама по собі не вище всяких життєвих міркувань?…ви в людину увіруйте!» Потім він переказав історію, яку дізнався від своєї бабусі.
У невеликому містечку жив літній і самотній пан Томсон або Вільсон, безкоштовно лікував людей. Тоді вчені були не як звичайні люди — дні і ночі вони проводили у читанні книг і лікуванні хвороб. Жителі міста розуміли це і не набридали відвідинами та балаканиною. Лікар любив городян, як дітей. Він сам хворів на сухоти. Для міста лікар був необхідний. Одного разу вночі при поверненні від хворого, на нього в лісі напали розбійники, але, дізнавшись хто він, зняли перед ним капелюхи і запитали, чи не хоче він їсти. Коли він сказав, що ситий, вони дали йому плащ і провели аж до міста. Одного разу цей лікар був знайдений убитим. Судді провели розслідування і сказали: «Тут ми маємо всі ознаки вбивства, але так як немає на світі такої людини, яка могла б убити нашого лікаря, то, очевидно, вбивства тут немає і сукупність ознак є тільки простою випадковістю. Треба припустити, що лікар в пітьмі сам впав в яр і забився до смерті».
З цією думкою всі погодилися. Проте вбивця знайшовся. Якийсь шалапут зніяковів, коли його стали звинувачувати. У нього провели обшук і знайшли в сорочку з закривавленими рукавами і ланцет лікаря. Докази в наявності. Лиходія посадили у в'язницю. Незважаючи на те, що все свідчило проти нього, на суді він заперечував провину. Суд хотів визнати його винним у вбивстві лікаря, але головний суддя, не закінчивши обвинувальну промову, закричав: «Клянусь, він не винен! Я не припускаю думки, щоб могла знайтися людина, яка наважилася б убити нашого друга лікаря! Людина нездатна впасти так глибоко!» Судді погодилися з ним і відпустили вбивцю. При цьому ніхто не дорікнув судді у несправедливості.
Михайло Карлович закінчив промову словами, що за таку віру в людину Бог простив гріхи всім жителям містечка. «Нехай виправдувальний вирок принесе жителям містечка шкоду, але … який благотворний вплив мала на них ця віра в людину…. вона виховує в нас великодушні почуття і завжди спонукає любити і поважати кожного».
Слухачі не знайшли, що йому заперечити і розійшлися.